# Monty Mole
Monty Mole is een personage uit de Mario-spellen.

## Karakteromschijving
Monty Mole is een vijand van Mario, maar sommige Monty Moles kunnen vriendelijk zijn. Hij maakte zijn debuut in Super Mario World. Hierin kwam hij onverwachts uit de grond springen en probeerde Mario aan te vallen. Dit ging hetzelfde in nog veel andere spellen. In New Super Mario Bros. is hij geen vijand in de verhaalmode, maar er is wel een minigame waarin hij de hoofdvijand is, Whack-a-Monty genaamd. In New Super Mario Bros. Wii is hij wel een vijand in de verhaalmode. Monty Mole is vier keer een speelbaar karakter geweest, zoals in: Mario Superstar Baseball, Mario Strikers Charged Football, Mario Super Sluggers en Super Mario Party. In Mario Party DS heeft hij een zogenaamde "Item shop", waar de speler allerlei items kan kopen voor Coins.